# Esteve Rabat i Bergada
Esteve Rabat i Bergada (castellà: Tito Rabat)  (Barcelona, 25 de maig de 1989), més conegut com a Tito Rabat, és un pilot de motociclisme català que va ser Campió del Món de Moto2 el 2014.

## Carrera esportiva

### Primers anys
Tito Rabat va debutar en competició motociclista a la Copa Rieju del 2002. L'any següent, a catorze anys, participà en la Copa Honda XR400 i la Copa KTM 200, alhora que debutà en el Campionat de Catalunya en categoria Supersport pilotant una Honda CBR 600. Aquell mateix any participà també a la Copa CRF 450, aconseguint guanyar-ne alguna cursa i acabar-hi en el tercer lloc final. El 2004 tornà a participar en la copa KTM 200 i en guanyà dues proves. A finals d'any i ja amb quinze anys fets, prengué la sortida en les dues darreres curses del Campionat d'Espanya "Supersport Honda CBR 600".
El 2005, l'equip BQR el fitxà per a pilotar la seva Honda 125 al Campionat d'Espanya (CEV) en la categoria de 125cc, on assolí el seu primer podi a la cursa de Xest. Al mateix temps, seguia participant en el campionat de Catalunya i va disputar també quatre proves del Campionat d'Europa de la mateixa cilindrada (Itàlia, Croàcia, Hongria i Alemanya), on acabà tretzè a la classificació final.

### 125cc

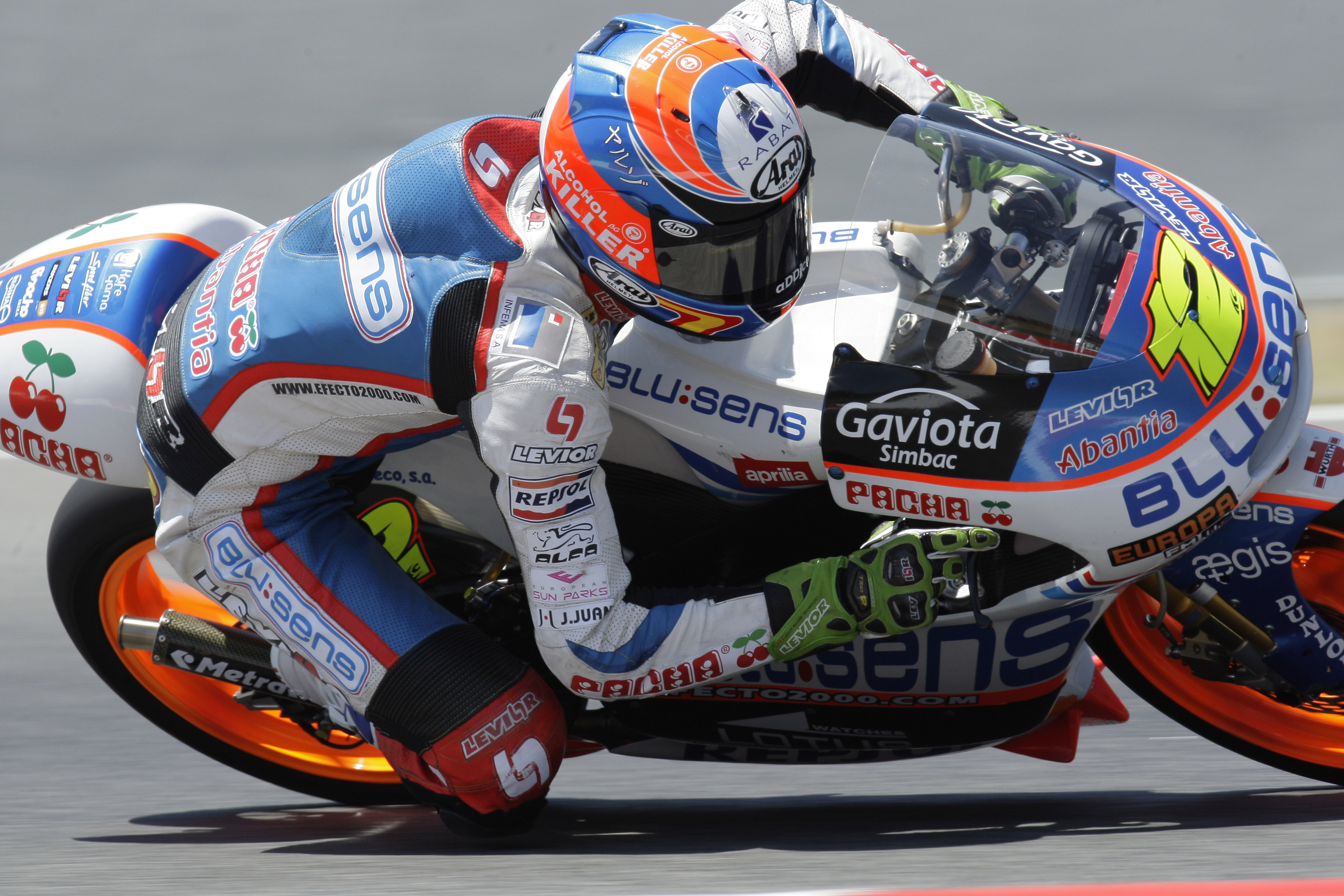
A Montmeló amb l'Aprilia el 2009

El 2005 va debutar al mundial de 125cc participant en el Gran Premi de la Comunitat Valenciana amb una Honda RS 125 R de l'equip Wurth Honda BQR com a comodí, sense obtenir-hi cap punt. El 2006 va córrer el Gran Premi d'Espanya i el Gran Premi de Catalunya com a comodí amb la mateixa moto i, més tard, va esdevenir pilot titular de l'equip per als últims nou Grans Premis de la temporada quan l'anterior titular, Aleix Espargaró, va passar a la categoria de 250cc. Rabat va acabar la temporada en el lloc vint-i-tresè. Aquell mateix any va ser subcampió d'Espanya de 125cc després d'aconseguir diversos podis durant el campionat.
El 2007 va córrer amb l'equip Repsol Honda Junior com a company de Bradley Smith. Va aconseguir un tercer lloc al Gran Premi de la Xina i va acabar la temporada a l'onzè lloc. Aquella temporada es va haver de perdre les curses de França i d'Itàlia per la fractura del tercer metacarpià de la mà esquerra que va patir en la tanda classificatòria del Gran Premi de França.
El 2008, al mateix equip, va passar a pilotar una KTM 125 FRR com a company de Marc Márquez. En les primeres sessions de classificació per al Gran Premi de Catalunya, celebrat del 6 al 8 de juny, va patir un greu accident arran del qual, tot i que en un primer moment semblava no haver tingut conseqüències, va perdre el coneixement mentre anava cap a la clínica mòbil. Va ser traslladat a l'hospital, on el van deixar en coma induït mèdicament i se'n va despertar el 10 de juny, tres dies després. Va acabar la temporada al catorzè lloc final.
El 2009 va passar a pilotar una Aprilia a l'equip Blusens com a company de Scott Redding. Va acabar la temporada al divuitè lloc. El 2010 va romandre al mateix equip. Va obtenir dos tercers llocs i va acabar la temporada en sisena posició final.

### Moto2
El 2011 va passar a competir al mundial de Moto2 amb el mateix equip, Blusens, pilotant una FTR M211 com a company de Yonny Hernández. Aconseguí un tercer lloc a Indianapolis i acabà la temporada al desè lloc.

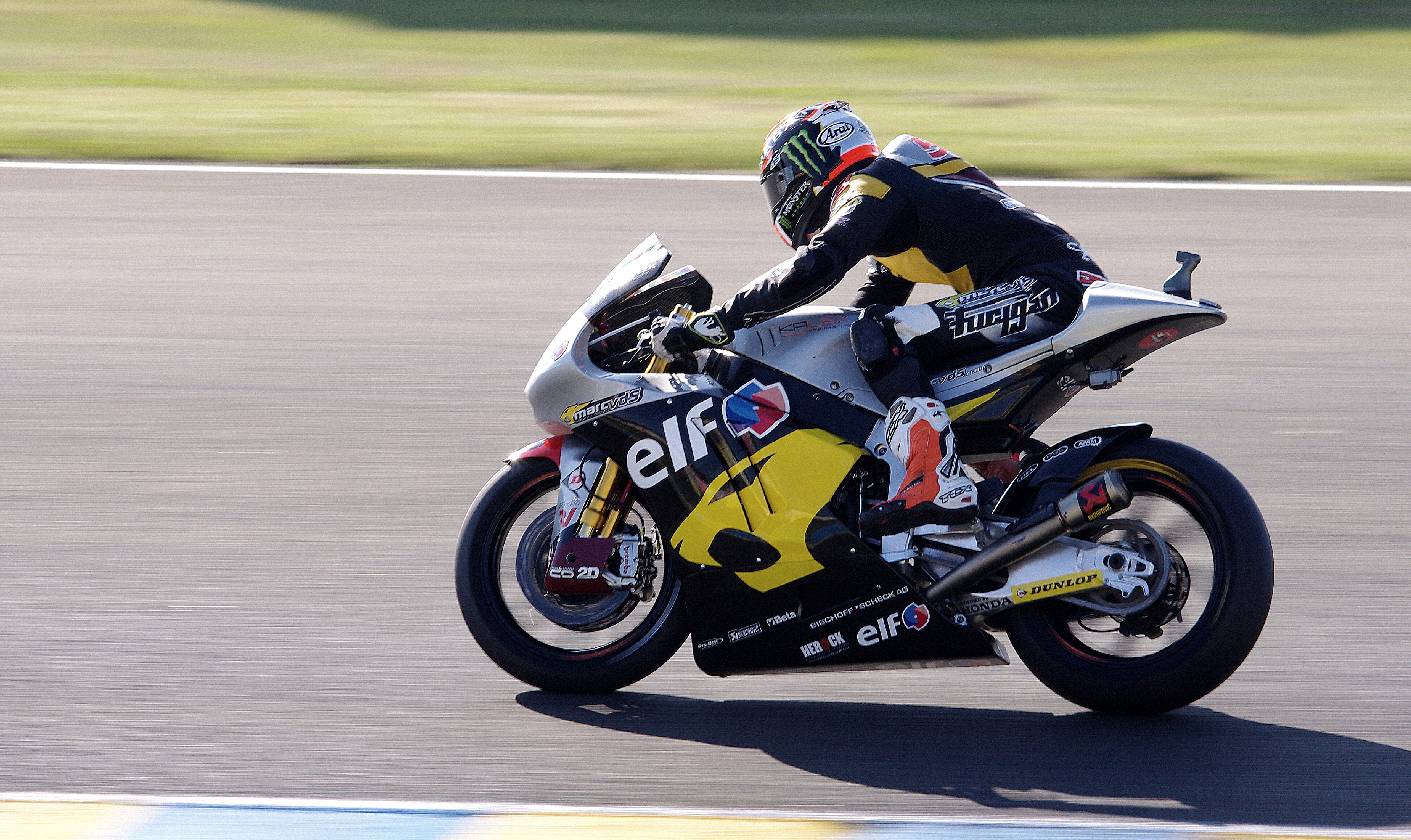
Amb la Kalex de Moto2 a Le Mans el 2014

El 2012 va passar a l'equip Pons 40 HP Tuenti, amb Pol Espargaró i Axel Pons de companys. Va obtenir un tercer lloc al Japó i va acabar la temporada al setè lloc. El 2013 seguí al mateix equip i va obtenir les seves primeres victòries al mundial (a Espanya, Indianàpolis i Malàisia), a més de tres segons llocs i un de tercer i va acabar la temporada en tercer lloc.
El 2014 va passar a l'equip Marc VDS Racing, on disposà d'una Kalex i tingué de company a Mika Kallio. Obtingué set victòries, tres segons llocs i tres de tercers (a més d'onze pole positions) que li van permetre de proclamar-se campió del món de Moto2 el 26 d'octubre, al Gran Premi de Malàisia.
El 2015 continuà al mateix equip amb Àlex Márquez de company. Va obtenir tres victòries, quatre segons llocs i tres de tercers. Aquella temporada es va haver de perdre els Grans Premis del Japó, Austràlia i Malàisia a causa de la fractura del radi esquerre patida en uns entrenaments. Tornà a la darrera cursa, a Xest, on aconseguí la pole position, la victòria i la volta ràpida de la cursa. Va tancar la temporada en tercer lloc.

### MotoGP

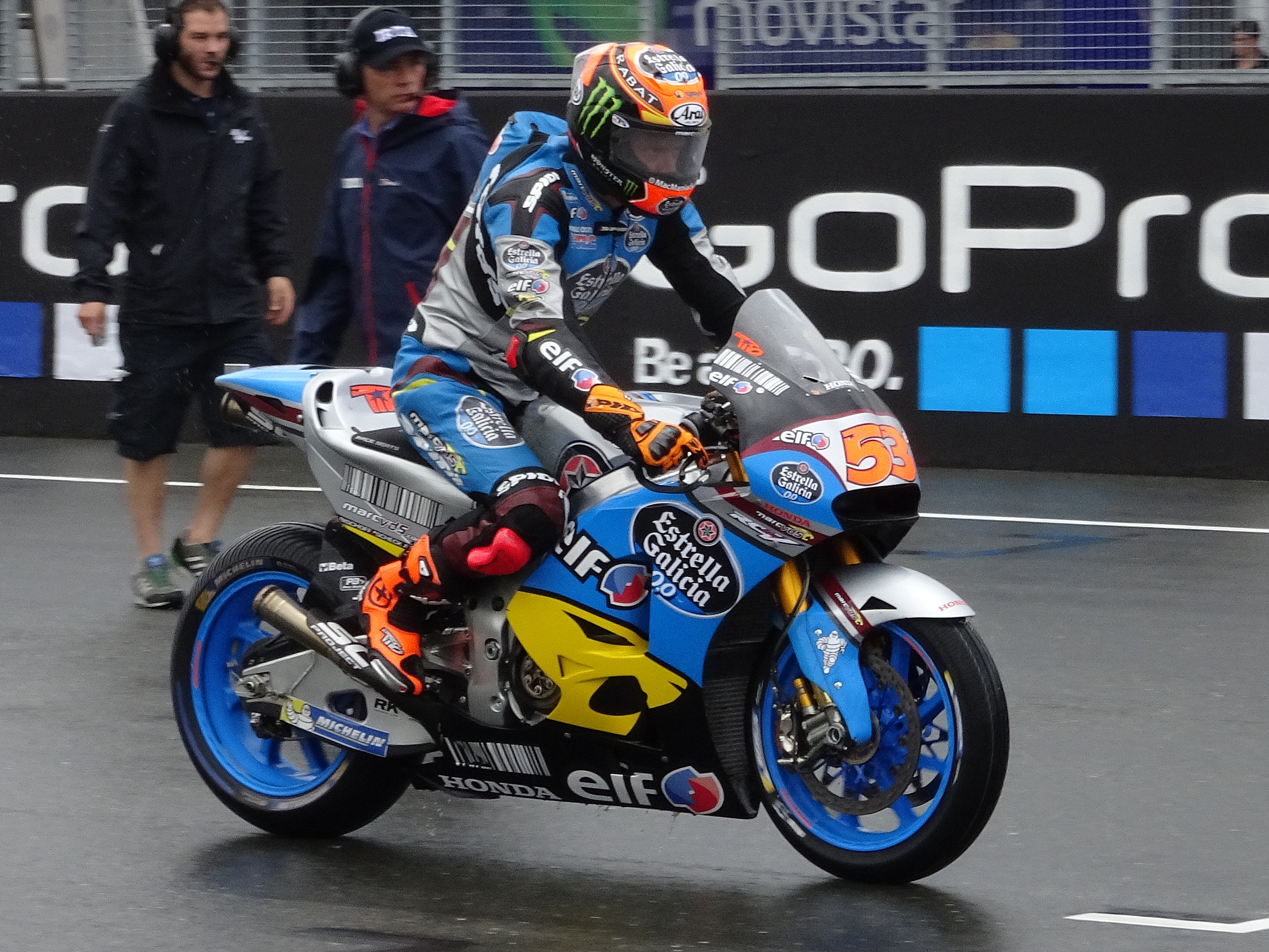
Amb l'Honda RC213V a Sachsenring el 2016

El 2016 va passar a MotoGP amb l'Honda RC213V de l'equip Marc VDS com a company de Jack Miller. Va acabar la temporada en el lloc vint-i-unè. El 2017 tornà a ser un pilot habitual de MotoGP, amb el mateix equip i el mateix company que la temporada anterior i va acabar la temporada en dinovena posició.
El 2018 va passar a pilotar la Ducati Desmosedici de l'equip Avintia Racing, amb Xavier Siméon de company. Durant la quarta sessió d'entrenaments lliures del Gran Premi de Gran Bretanya es van produir una sèrie d'accidents al revolt setè a causa del mal drenatge de la pista i Rabat va ser colpejat per l'Honda de Franco Morbidelli i va caure, amb el resultat de fractura de fèmur, tíbia i peroné de la cama dreta. El Gran Premi es va cancel·lar l'endemà perquè la pista era impracticable. Arran de les lesions, Rabat es veié obligat a perdre's els següents Grans Premis i, mentrestant, el seu lloc a l'equip l'ocupà Jordi Torres. Rabat va acabar la temporada al dinovè lloc.
El 2019 continuà al mateix equip amb Karel Abraham de company i va acabar la temporada en la vintena posició. Aquella temporada es va perdre els Grans Premis del Japó i Malàisia a causa d'una lesió a la mà dreta que va patir durant els entrenaments. El 2020 continuà al mateix equip, amb Johann Zarco de company, i va acabar la temporada en el lloc vint-i-dosè.

### Superbike

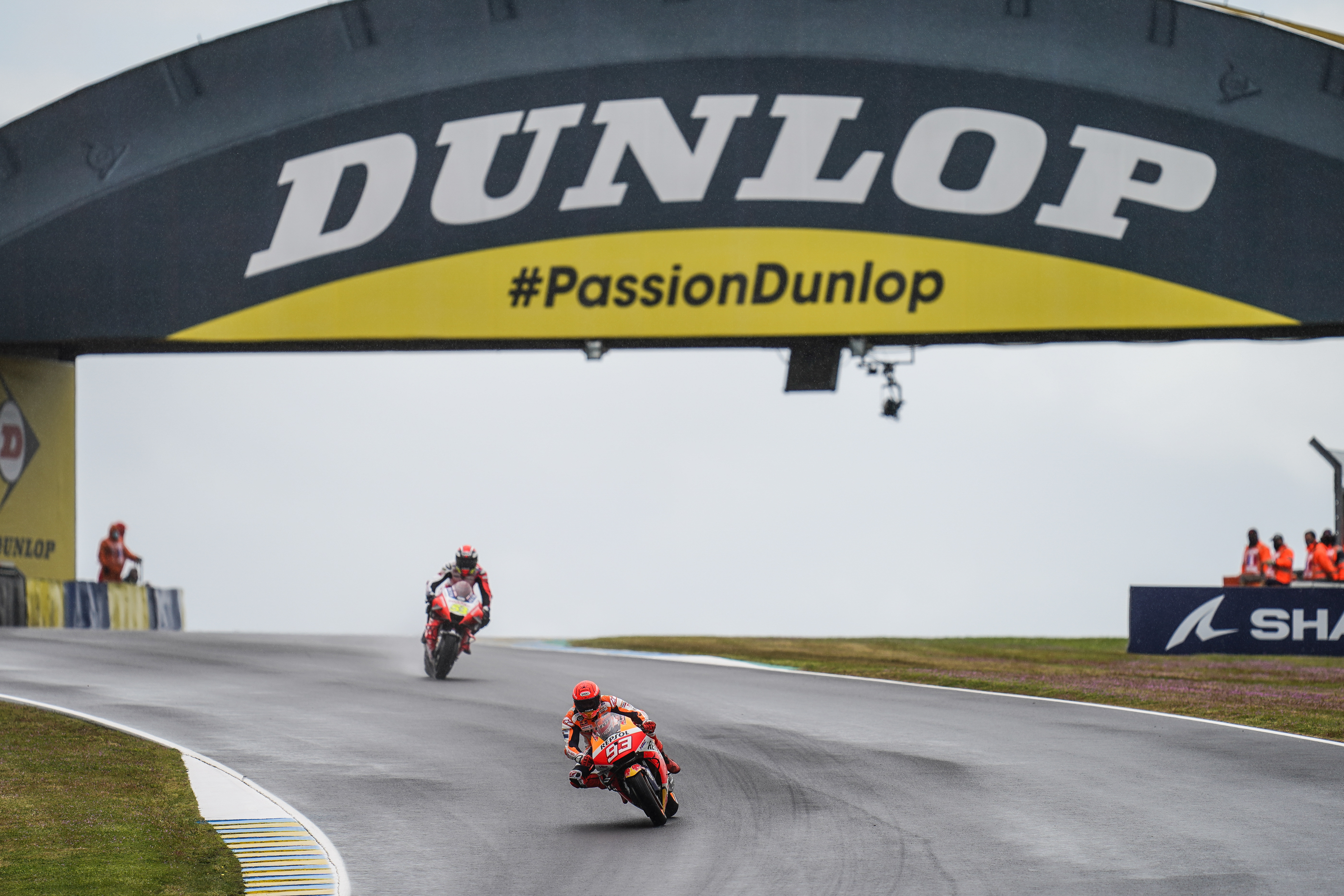
Rabat darrere de Marc Márquez al GP de França de 2021

El 2021 passà a córrer al Campionat del Món de Superbike pilotant la Ducati Panigale V4 de l'equip Barni Racing. Després de la ronda de França s'anuncià la rescissió consensuada del contracte (el seu lloc va ser ocupat per Samuele Cavalieri). Aquell mateix any va tornar a competir en dos Grans Premis del campionat del món de MotoGP (els d'Espanya i França) en substitució del lesionat Jorge Martín amb la Ducati de l'equip Pramac Racing, anotant un punt. Acabà la temporada de Superbike com a substitut de Lucas Mahias a l'equip Kawasaki Puccetti Racing. Va aconseguir 53 punts que li van permetre d'acabar setzè a la classificació general i sisè al rànquing del Trofeu Independent Riders (per a pilots i equips sense suport oficial de cap fabricant).
El 2022 va tornar a disputar la ronda d'Itàlia, a Misano, amb l'equip Puccetti en substitució del lesionat Lucas Mahias, però no hi aconseguí cap punt. Aquell any també va córrer al Campionat d'Espanya de Superbike (ESBK), on, amb una Honda de l'equip Laglisse, guanyà el títol.

### MotoE
El 2023 fou titular amb l'equip Pramac Racing al mundial de MotoE, amb Luca Salvadori de company. Va anotar-hi cinquanta-set punts, acabant en catorzena posició final. Al mateix temps que les motos elèctriques, a partir del Gran Premi de Misano va ser cridat a substituir Tom Sykes al campionat del món de Superbike per l'equip Puccetti Racing. Va quedar-hi vint-i-dosè (onzè a l'Independent Riders).

## Resultats al Mundial de motociclisme

### Per temporada
| Temporada | Categoria | Moto    | Equip                      | Curses | Victòries | Podis | Poles | FLaps | Pts  | Posició | Títols |
| --------- | --------- | ------- | -------------------------- | ------ | --------- | ----- | ----- | ----- | ---- | ------- | ------ |
| 2005      | 125cc     | Honda   | Wurth Honda BQR            | 1      | 0         | 0     | 0     | 0     | 0    | NC      | –      |
| 2006      | 125cc     | Honda   | Honda BQR                  | 11     | 0         | 0     | 0     | 0     | 11   | 23è     | –      |
| 2007      | 125cc     | Honda   | Repsol Honda 125cc         | 15     | 0         | 1     | 0     | 0     | 74   | 11è     | –      |
| 2008      | 125cc     | KTM     | Repsol KTM 125cc           | 16     | 0         | 0     | 0     | 0     | 49   | 14è     | –      |
| 2009      | 125cc     | Aprilia | Blusens Aprilia            | 16     | 0         | 0     | 0     | 0     | 37   | 18è     | –      |
| 2010      | 125cc     | Aprilia | Blusens-STX                | 17     | 0         | 2     | 0     | 0     | 147  | 6è      | –      |
| 2011      | Moto2     | FTR     | Blusens-STX                | 17     | 0         | 1     | 0     | 0     | 79   | 10è     | –      |
| 2012      | Moto2     | Kalex   | Pons 40 HP Tuenti          | 17     | 0         | 1     | 0     | 0     | 117  | 7è      | –      |
| 2013      | Moto2     | Kalex   | Tuenti HP 40               | 16     | 3         | 7     | 2     | 3     | 216  | 3r      | –      |
| 2014      | Moto2     | Kalex   | Marc VDS Racing Team       | 18     | 7         | 14    | 11    | 5     | 346  | 1r      | 1      |
| 2015      | Moto2     | Kalex   | EG 0,0 Marc VDS            | 15     | 3         | 10    | 3     | 3     | 231  | 3r      | –      |
| 2016      | MotoGP    | Honda   | EG 0,0 Marc VDS            | 17     | 0         | 0     | 0     | 0     | 29   | 21è     | –      |
| 2017      | MotoGP    | Honda   | EG 0,0 Marc VDS            | 18     | 0         | 0     | 0     | 0     | 35   | 19è     | –      |
| 2018      | MotoGP    | Ducati  | Reale Avintia Racing       | 11     | 0         | 0     | 0     | 0     | 35   | 19è     | –      |
| 2019      | MotoGP    | Ducati  | Reale Avintia Racing       | 17     | 0         | 0     | 0     | 0     | 23   | 20è     | –      |
| 2020      | MotoGP    | Ducati  | Avintia Esponsorama Racing | 14     | 0         | 0     | 0     | 0     | 10   | 22è     | –      |
| 2021      | MotoGP    | Ducati  | Pramac Racing              | 2      | 0         | 0     | 0     | 0     | 1    | 27è     |        |
| 2023      | MotoE     | Ducati  | Prettl Pramac MotoE        | 15     | 0         | 0     | 0     | 0     | 57   | 14è     | –      |
| Total     | Total     | Total   | Total                      | 253    | 13        | 36    | 16    | 11    | 1497 |         | 1      |

### Per categoria
| Categoria | Temporada        | 1a Cursa                  | 1r Podi           | 1a Victòria      | Curses | Victòries | Podis | Poles | FLaps | Pts  | Títols |
| --------- | ---------------- | ------------------------- | ----------------- | ---------------- | ------ | --------- | ----- | ----- | ----- | ---- | ------ |
| 125cc     | 2005–2010        | 2005 Comunitat Valenciana | 2007 Xina         |                  | 76     | 0         | 3     | 0     | 0     | 318  | 0      |
| Moto2     | 2011–2015        | 2011 Qatar                | 2011 Indianàpolis | 2013 Espanya     | 83     | 13        | 33    | 16    | 11    | 989  | 1      |
| MotoGP    | 2016–2021        | 2016 Qatar                |                   |                  | 79     | 0         | 0     | 0     | 0     | 133  | 0      |
| MotoE     | 2023–            | 2023 França cursa 1       |                   |                  | 15     | 0         | 0     | 0     | 0     | 57   | 0      |
| Total     | 2005–2021, 2023– | 2005–2021, 2023–          | 2005–2021, 2023–  | 2005–2021, 2023– | 253    | 13        | 36    | 16    | 11    | 1497 | 1      |

### Curses per any
Barem de puntuació de 1993 ençà:
| Posició | 1  | 2  | 3  | 4  | 5  | 6  | 7 | 8 | 9 | 10 | 11 | 12 | 13 | 14 | 15 |
| Punts   | 25 | 20 | 16 | 13 | 11 | 10 | 9 | 8 | 7 | 6  | 5  | 4  | 3  | 2  | 1  |

(Ids. Grans Premis | Llegenda) (Curses en negreta indiquen pole; curses en  itàlica indiquen volta ràpida)
| Any  | Categoria | Moto    | 1       | 2       | 3       | 4       | 5       | 6       | 7       | 8        | 9       | 10       | 11      | 12      | 13      | 14       | 15      | 16      | 17      | 18     | 19     | Pos | Pts |
| ---- | --------- | ------- | ------- | ------- | ------- | ------- | ------- | ------- | ------- | -------- | ------- | -------- | ------- | ------- | ------- | -------- | ------- | ------- | ------- | ------ | ------ | --- | --- |
| 2005 | 125cc     | Honda   | ESP     | POR     | CHN     | FRA     | ITA     | CAT     | NED     | GBR      | GER     | CZE      | JPN     | MAL     | QAT     | AUS      | TUR     | VAL 24  |         |        |        | NC  | 0   |
| 2006 | 125cc     | Honda   | ESP 30  | QAT     | TUR     | CHN     | FRA     | ITA     | CAT Ret | NED 25   | GBR Ret | GER 31   | CZE Ret | MAL 12  | AUS Ret | JPN 12   | POR 17  | VAL 13  |         |        |        | 23è | 11  |
| 2007 | 125cc     | Honda   | QAT 8   | ESP Ret | TUR 14  | CHN 3   | FRA     | ITA     | CAT 12  | GBR Ret  | NED 13  | GER 12   | CZE 11  | SM 11   | POR 11  | JPN Ret  | AUS 5   | MAL 15  | VAL 6   |        |        | 11è | 74  |
| 2008 | 125cc     | KTM     | QAT 24  | ESP 12  | POR Ret | CHN 11  | FRA 17  | ITA 25  | CAT DNS | GBR 11   | NED 6   | GER DSQ  | CZE 13  | SM 9    | INP Ret | JPN Ret  | AUS 7   | MAL Ret | VAL 10  |        |        | 14è | 49  |
| 2009 | 125cc     | Aprilia | QAT 10  | JPN 13  | ESP 12  | FRA 11  | ITA 16  | CAT 12  | NED Ret | GER Ret  | GBR Ret | CZE Ret  | INP 20  | SM Ret  | POR 7   | AUS Ret  | MAL 7   | VAL Ret |         |        |        | 18è | 37  |
| 2010 | 125cc     | Aprilia | QAT 7   | ESP 3   | FRA 7   | ITA 7   | GBR 9   | NED Ret | CAT Ret | GER 4    | CZE 3   | INP 5    | SM 7    | ARA 7   | JPN 6   | MAL 7    | AUS 6   | POR Ret | VAL 6   |        |        | 6è  | 147 |
| 2011 | Moto2     | FTR     | QAT 14  | ESP 15  | POR 10  | FRA 21  | CAT 7   | GBR 6   | NED 7   | ITA 16   | GER Ret | CZE 7    | INP 3   | SM 11   | ARA 16  | JPN 9    | AUS Ret | MAL 11  | VAL Ret |        |        | 10è | 79  |
| 2012 | Moto2     | Kalex   | QAT 4   | ESP 28  | POR 24  | FRA 10  | CAT 4   | GBR 13  | NED 4   | GER 12   | ITA Ret | INP 11   | CZE 10  | SM 5    | ARA 11  | JPN 3    | MAL 9   | AUS 7   | VAL 10  |        |        | 7è  | 117 |
| 2013 | Moto2     | Kalex   | QAT 9   | AME 2   | ESP 1   | FRA 22  | ITA 13  | CAT 2   | NED 5   | GER 13   | INP 1   | CZE 7    | GBR 4   | SM 3    | ARA 2   | MAL 1    | AUS 8   | JPN DNS | VAL 5   |        |        | 3r  | 216 |
| 2014 | Moto2     | Kalex   | QAT 1   | AME 2   | ARG 1   | ESP 4   | FRA 3   | ITA 1   | CAT 1   | NED 8    | GER 4   | INP 4    | CZE 1   | GBR 1   | SM 1    | ARA 2    | JPN 3   | AUS 3   | MAL 3   | VAL 2  |        | 1r  | 346 |
| 2015 | Moto2     | Kalex   | QAT Ret | AME 4   | ARG 12  | ESP 3   | FRA 2   | ITA 1   | CAT 3   | NED 2    | GER Ret | INP 5    | CZE 2   | GBR 3   | SM 2    | ARA 1    | JPN DNS | AUS DNS | MAL     | VAL 1  |        | 3r  | 231 |
| 2016 | MotoGP    | Honda   | QAT 15  | ARG 9   | AME 13  | ESP 18  | FRA Ret | ITA DNS | CAT 14  | NED 11   | GER 16  | AUT 14   | CZE 10  | GBR 15  | SM 17   | ARA Ret  | JPN 14  | AUS 16  | MAL 18  | VAL 17 |        | 21è | 29  |
| 2017 | MotoGP    | Honda   | QAT 15  | ARG 12  | AME 13  | ESP Ret | FRA 11  | ITA 11  | CAT 15  | NED 12   | GER 18  | CZE 17   | AUT 19  | GBR 12  | SM Ret  | ARA 15   | JPN 15  | AUS 16  | MAL 18  | VAL 10 |        | 19è | 35  |
| 2018 | MotoGP    | Ducati  | QAT 11  | ARG 7   | AME 8   | ESP 14  | FRA Ret | ITA 13  | CAT Ret | NED 16   | GER 13  | CZE Ret  | AUT 11  | GBR C   | SM      | ARA      | THA     | JPN     | AUS     | MAL    | VAL    | 19è | 35  |
| 2019 | MotoGP    | Ducati  | QAT 19  | ARG Ret | AME 15  | ESP 15  | FRA Ret | ITA Ret | CAT 9   | NED 16   | GER 11  | CZE 16   | AUT Ret | GBR 16  | SM 13   | ARA 15   | THA 17  | JPN DNS | AUS Ret | MAL    | VAL 11 | 20è | 23  |
| 2020 | MotoGP    | Ducati  | ESP 14  | ANC 11  | CZE 16  | AUT 16  | STY 21  | SM Ret  | EMI Ret | CAT 15   | FRA Ret | ARA 20   | TER 14  | EUR Ret | VAL 17  | POR 18   |         |         |         |        |        | 22è | 10  |
| 2021 | MotoGP    | Ducati  | QAT     | DOH     | POR     | ESP 18  | FRA 15  | ITA     | CAT     | GER      | NED     | STY      | AUT     | GBR     | ARA     | SM       | AME     | EMI     | ALR     | VAL    |        | 27è | 1   |
| 2023 | MotoE     | Ducati  | FRA1 6  | FRA2 16 | ITA1 12 | ITA2 13 | GER1 7  | GER2 14 | NED1 8  | NED2 Ret | GBR1 11 | GBR2 Ret | AUT1 10 | AUT2 14 | CAT1 EX | CAT2 Ret | SM1 Ret | SM2 8   |         |        |        | 14è | 57  |